# Franz von Gaisberg

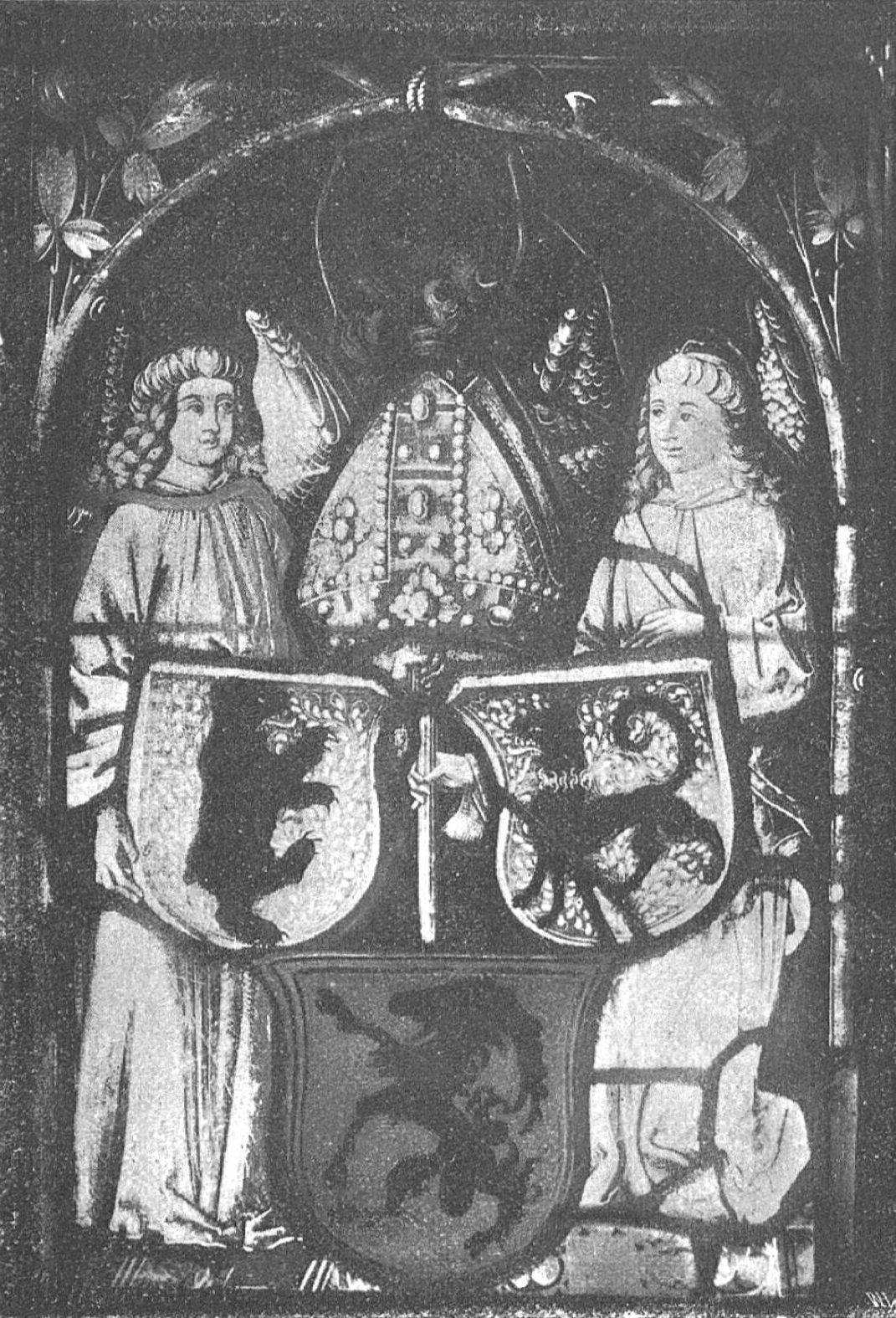
Wappenscheibe von Franz von Gaisberg

Franz von Gaisberg (* 1465 in Konstanz; † 23. März 1529 in Rorschach) war von 1491 bis ca. 1496 Bibliothekar und von 1504 bis 1529 Abt des Klosters St. Gallen.

## Leben
Franz von Gaisbergs Vater Anton stand zunächst in österreichischen, dann in französischen Diensten. Seine Mutter Verena Hux war die Tochter eines reichen St. Galler Webers. Für seine Eltern liess Franz von Gaisberg später eine Grabkapelle im Kloster St. Gallen errichten, die sogenannte Gaisbergkapelle. Zwischen 1477 und 1482 legte er die Profess ab. Am 20. August 1488 erscheint er erstmals als Priester. Wohl ab 1491 war er Custos, ab dem 11. Juni 1496 ist er als Subprior bezeugt. Am 19. April 1504 wurde er als amtierender Subdekan zum Abt gewählt. Wie sein Vorgänger Gotthard Giel von Glattburg reiste er für die päpstliche Konfirmation nach Rom. Er erhielt diese am 12. Juni 1504, die entsprechende Weihe empfing er am 16. Juni in der Kirche Santa Maria dell’Anima von Bischof Titus Veltri von Castro.

## Wirken
In den ersten Monaten seiner Amtszeit musste sich Abt Franz mit einem Streit zwischen der Fürstabtei und der Stadt Wil auseinandersetzen. Papst Julius II. schlichtete diesen am 3. Juni 1505, wobei die Rechte der beiden Parteien genau geregelt wurden. Abt Franz war um eine aktive Erwerbspolitik bemüht. 1505 kaufte er von Gallus Muntprat die Burg auf dem Rosenberg bei Berneck samt dazugehörendem Besitz für 5350 Gulden. 1510 erwarb er von der Äbtissin Amalia von Lindau die Gerichtsrechte zu Balgach. Von Jakob Blarer von Wartensee kaufte er 1520 die Zehnten von Buchen und Staad. Seine Politik der Sparsamkeit stellte die Abtei auf ein solides ökonomisches Fundament. In kultureller und religiöser Hinsicht machte er sich verdient um die Kanonisation von Notker dem Stammler sowie die Ausstattung des Münsters. Er liess die Orgel restaurieren, Gemälde anfertigen, ein neues Chorgestühl errichten und erwarb kostbare Messtextilien.
Als Verbündeter der Eidgenossenschaft war der Fürstabt von St. Gallen in deren Kriegs- und Bündnispolitik verwickelt. Im Kontext der Italienkriege erhielt die Fürstabtei zunächst päpstliche Pensionen sowie durch den Papst ausgestellte Privilegienbestätigungen. So bestätigte Leo X. 1512 die Inkorporation von Rorschach, St. Margrethen, Höchst und Bernang in die fürstäbtliche Jurisdiktion. Nach der Niederlage bei Marignano 1515 trat Abt Franz als französischer Parteigänger in Erscheinung. Er erhielt eine französische Pension in der Höhe von 4000 Franken.
Angetrieben von den reformatorischen Ideen, kam es ab 1520 zu mehreren Unruhen im Territorium der Fürstabtei. Im Zuge der Bauernkriege formulierten die Untertanen des Oberen Amtes am 1. Mai 1525 in Lömmerschwil ihre Anliegen in Artikeln. Im Rapperswiler Vertrag vom 17. Juli 1525 setzte sich zwar der Standpunkt der Abtei weitgehend durch. Doch bald darauf nahmen die Unruhen in Verbindung mit dem reformatorischen Gedankengut eine kaum mehr zu kontrollierende Dynamik an. Im Spätsommer 1527 verliess der Abt St. Gallen und floh zunächst nach Wil, wo der neue Glaube noch nicht Fuss fassen konnte. Die zunehmenden Unruhen zwangen ihn schliesslich zum Rückzug ins Kloster Rorschach, später in das St. Annaschloss in Rorschach, wo er von aufständischen Untertanen belagert wurde. In St. Gallen setzten Joachim Vadian und Dominik Zili unterdessen die Reformation durch. Am 23. Februar 1529 kam es dort zu einem Bildersturm. Abt Franz starb am 23. März 1529 in Rorschach.